# Kolsättjärnarna (Älvros socken, Härjedalen, 688004-144491)
Kolsättjärnarna är en sjö i Härjedalens kommun i Härjedalen och ingår i Ljusnans huvudavrinningsområde. Sjön har en area på 0,0432 kvadratkilometer och ligger 348,8 meter över havet.

## Delavrinningsområde
Kolsättjärnarna ingår i det delavrinningsområde (687883-144649) som SMHI kallar för Ovan 687940-144414. Medelhöjden är 398 meter över havet och ytan är 10,11 kvadratkilometer. Det finns ett avrinningsområde uppströms, och räknas det in blir den ackumulerade arean 27,36 kvadratkilometer. Hunnilan som avvattnar avrinningsområdet har biflödesordning 2, vilket innebär att vattnet flödar genom totalt 2 vattendrag innan det når havet efter 224 kilometer. Avrinningsområdet består mestadels av skog (67 procent) och sankmarker (21 procent). Avrinningsområdet har 0,07 kvadratkilometer vattenytor vilket ger det en sjöprocent på 0,7 procent.